# Politique au Lesotho
Le Lesotho est une monarchie constitutionnelle parlementaire multipartite, où le Premier ministre est le chef du gouvernement. Le pouvoir exécutif est exercé par le gouvernement tandis que le pouvoir législatif est partagé entre le gouvernement et les deux chambres du parlement. Le pouvoir judiciaire est indépendant des deux premiers.

## Pouvoir exécutif
| Fonction         | nom          | Parti | Depuis          |
| ---------------- | ------------ | ----- | --------------- |
| Roi              | Letsie III   |       | 7 février 1996  |
| Premier ministre | Sam Matekane | RFP   | 28 octobre 2022 |

Le Premier ministre est le chef du gouvernement et détient l’essentiel du pouvoir exécutif.
Le rôle du roi est essentiellement protocolaire. Il ne possède plus d’autorité exécutive et n’a pas le droit d’intervenir activement sur la scène politique. La Constitution entrée en vigueur en mars 1993 le désigne comme le « symbole vivant de l’unité nationale ».

## Pouvoir législatif
Le Parlement est constitué de deux chambres, l’Assemblée nationale et le Sénat. L’Assemblée nationale compte 120 membres élus pour cinq ans, dont 80 dans des circonscriptions à siège unique, et 40 à la représentation proportionnelle. Le Sénat compte 33 membres nommés.

## Partis politiques et élections
Le Congrès du Lesotho pour la démocratie remporte les élections du 23 mai 1998, battant le Parti national Basotho et le Parti du Congrès du Basutoland (en). Bien que les observateurs internationaux et les commissions régionales ne signalent aucune irrégularité, les deux partis perdants accusent le vainqueur de fraude électorale.
Le CLD conserve la majorité le 25 mai 2002, remportant 79 des 80 sièges en circonscription, tandis que neuf partis d’opposition se partagent les 40 sièges hors-circonscription.
Les partis politiques du Lesotho sont :
- le Congrès du Lesotho pour la démocratie (Lesotho Congress for Democracy) ;
- le Parti du Congrès du Basutoland (Basutoland Congress Party) ;
- le Parti national Basotho) ;
- le Parti congressiste du peuple de Lesotho (en) (Lesotho People's Congress) ;
- le Parti démocratique unifié (United Democratic Party) ;
- le Parti congressiste Mosotho (Mosotho Congress Party) ;
- le Parti de libération de Marematlou (en) (Marematlou Freedom Party) ;
- le Parti national progressiste (Lesotho) (en) (Progressive National Party) ;
- le Parti démocratique Sefate (en) (Sefate Democratic Party).

## Pouvoir judiciaire
La Constitution garantit l’indépendance du système judiciaire. La plus haute instance est la Haute cour du Lesotho, au-dessus de la Cour d’appel, des juges de paix et des tribunaux traditionnels, principalement en milieu rural. Les jurys populaires sont inexistants.